# 養父町 (兵庫県養父郡1957年)
養父町（やぶちょう）は、兵庫県養父郡にあった町。1957年（昭和32年）3月31日に明神町に編入合併され、同時に明神町が新たに養父町と改称した。

## 地理
- 河川：円山川、大屋川、米地川

## 歴史
- 1889年（明治22年）4月1日 - 町村制の施行により、大塚村・大藪村・奥米地村・鉄屋米地村・口米地村・中米地村・養父市場村・藪崎村の区域をもって養父市場村が発足。
- 1940年（昭和15年）12月11日 - 町制施行・改称して養父町となる。
- 1957年（昭和32年）3月31日 - 明神町に編入。養父町廃止。

### 明神町との合併について
もともと養父町と広谷町、および建屋村の3町村は同じ養父神社を信仰するなど、かつてから関わりが深く、昭和の大合併の際にはこの3町村の合併を目指していた。しかし当時の養父町は、生活圏が同じで、国鉄養父駅が所在している大蔵村（のちに南但町を経て和田山町）大字堀畑の一部の編入に向けて力を入れていたために合意が遅れ、3町村での合併に踏み切れなかった。そこで広谷町と建屋村の2町村は、この枠組みで1町となるという目的達成へ前進するため、将来的に養父町と合併することを前提として、合併して明神町となった。
その後、新市町村建設促進法により兵庫県知事から合併勧告が2町に発せられ、養父町が明神町に編入されるという形で合併することとなった。しかし養父町が廃止されると、郡名である「養父」を冠した町村がなくなってしまうため、郡名を保存する意味で、明神町は編入合併と同時に養父町へと改称した。

## 交通

### 鉄道路線
日本国有鉄道の播但線が町域を通過していたが、駅は設置されていなかった。